# Isothrix negrensis
 (octobre 2024).
Espèce
Statut de conservation UICN

 LC  : Préoccupation mineure
Isothrix negrensis est une espèce de rongeurs de la famille des Echimyidae. C'est un « rat épineux » endémique du Brésil.
Cette espèce a été décrite pour la première fois en 1920 par le zoologiste britannique Michael Rogers Oldfield Thomas (1858-1929). 